# DirectX 12
DirectX 12 — компонент інтерфейсу програмування додатків. DirectX 12 забезпечує функції для взаємодії операційної системи і додатків з драйверами відеокарти. Ці функції прив'язані до операційної системи в лінійці Windows і доступні в Windows 10. Вихід нової версії DirectX відбувся в 2015 році лише для Windows 10.

## Можливості та нововведення
- Збільшення продуктивності.
- Можливість створення більш складних ефектів і сцен.
- Зниження навантаження на CPU.
- Більш ефективне використання потужностей багатоядерних процесорів.
- Нові режими накладення (blending modes) і консервативна растеризація (conservative rasterization), яка має поліпшити процес відсікання об'єктів (object culling) і визначення зіткнень.
- Підтримка нових графічних прискорювачів.
- Зниження рівня абстрагування обладнання.
- Поліпшення від об'єктів стану конвеєра і таблиць дескрипторів.
- Можливість об'єднання в єдину графічну підсистему графічних карт різних виробників.

## Підтримувані платформи
- Смартфон
- Планшетний комп'ютер
- Комп'ютер
- Xbox One

## Підтримувані графічні процесори
- NVIDIA
- Intel
- AMD
- Qualcomm